# Констанцо Каньйоло
Конста́нцо Каньйо́ло, о. (італ. Costanzo Cagnolo; *13 травня 1887, Драгіньян, Франція — †6 липня 1961, Ньєрі, Кенія) — італійський священник, антрополог і етнолог, відомий вивченням народу кікую.

## З життєпису
Народився 13 травня 1887 року в Драгіньяні у Франції.
Дитинство і юність провів у Спінеті (Кунео). 
У 1912 році був висвячений на священника.
Наступного року (1913) отець Констанцо вирушив у християнську місію Конзолата (Consolata) в Кенії. 
У містечку Ньєрі став першим ректором місцевої семінарії.
За винятком коротких періодів, Констанцо Каньйоло прожив в Африці 45 років. 

## З доробку
Констанцо Каньйоло досконало оволодів мовою акікуйу. 
Талановитий музикант, він складав релігійні та розважальні пісні популярного характеру на цій мові задля залучення і навчання пастви. 
К. Каньйоло тут же, при місії, видавав матеріали і книги, як італійською, англійською, так і здебільшого місцевою мовою акікуйю. 
Глибокий знавець традицій і звичаїв, загалом культури та історії народу кікуйю, Констанцо Каньйоло опублікував низку наукових праць, монографій, статтей у часописах, кореспонденцію тощо.
Найвідоміші праці вченого-священника:
- англомовне фундаментальне добре ілюстроване етнографічне дослідження The Akikuiu (1933);
- італомовна розвідка про рух Повстання Мау-Мау Kikuiu e Mau-Mau (1954).